# Tsawwassen

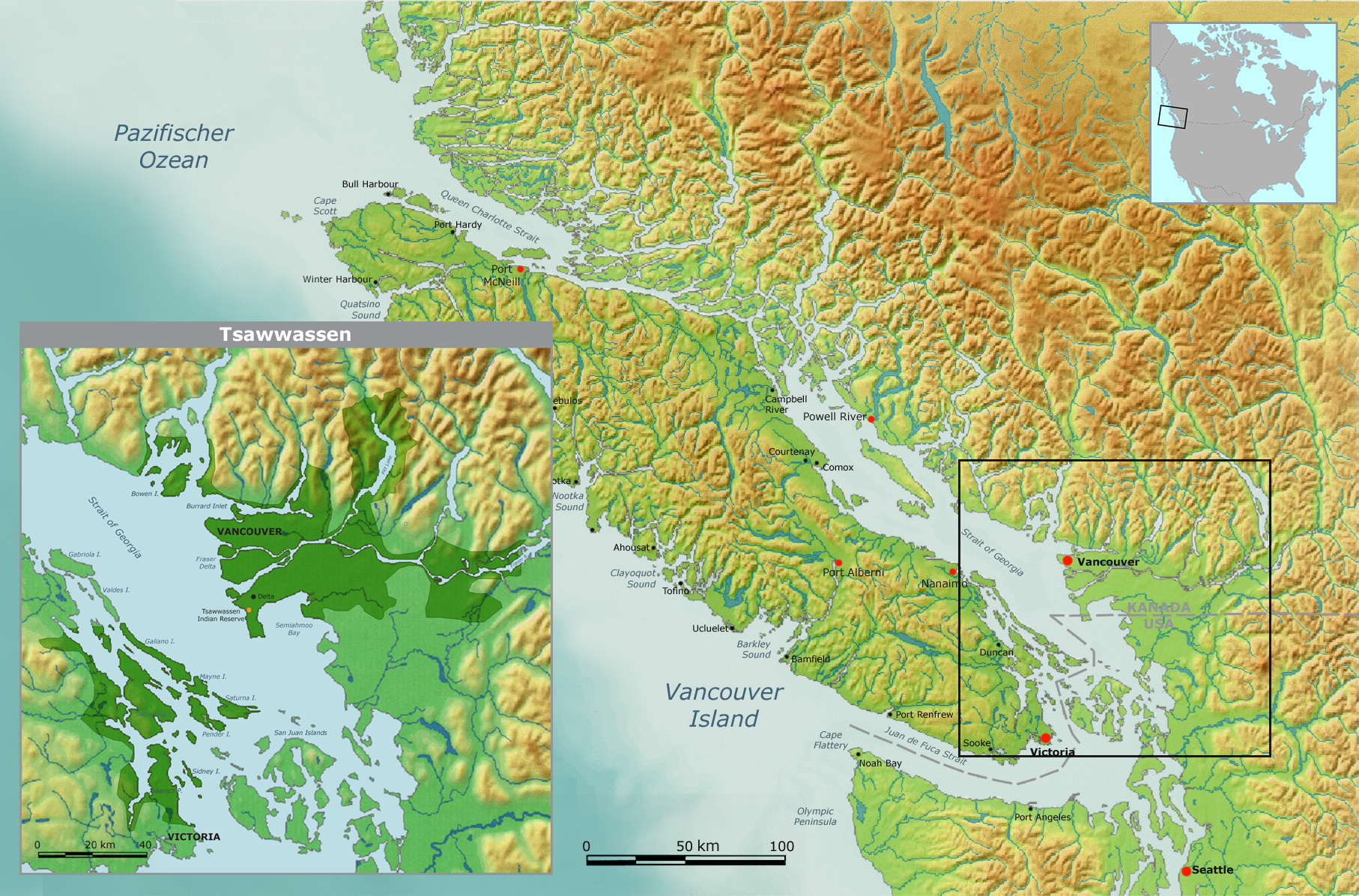
Traditionelles Territorium der Tsawwassen und das heutige Reservat (orange)

Die Tsawwassen First Nation bzw. Sc̓əwaθən Məsteyəx („Volk/Menschen mit Blick auf das Meer“) sind eine kanadische First Nation auf der Ostseite der Straße von Georgia, nahe der Grenze zu den USA. Sie sprachen ursprünglich den Hunquminum (Downriver)-Dialekt bzw. Musqueam des Halkomelem, einer Untergruppe des Zentralen Küsten-Salish-Sprachen, und werden daher in der Fachliteratur zumeist den weiter flussaufwärts lebenden Stó:lō („Leute vom Sto:lo, d. h. vom Fraser River“) zugerechnet. Zusammen mit weiteren heutigen sechs First Nations im Mündungsgebiet sowie am Unterlauf des Fraser River – den Tsleil-Waututh Nation (Səl̓ílwətaʔ/Selilwitulh), Kwikwetlem First Nation (Kwikwəƛ̓əm), Katzie First Nation, Kwantlen First Nation (Qw'ó:ltl'el), Musqueam Indian Band (Xwməθkwəy̓əm) und den Qayqayt First Nation / New Westminster Indian Band (Qiqéyt) – identifizieren sie sich jedoch nicht als „Stó:lō“ sondern als zwar sprachlich-kulturell eng verwandte, jedoch eigenständige Ethnien und verwenden als Oberbegriff manchmal „Musqueam“ (anglisiert von Xwməθkwəy̓əm/X'Muzk'I'Um – „Menschen vom Ort des Xwməθkwəy̓əm/X'Muzk'I'Um-Flussgrases“). Sie standen der Kultur der Küsten-Salish näher, die weiter flussaufwärts im Landesinneren lebenden Stó:lō hingegen ähnelten in ihrer Lebensweise den benachbarten Binnen-Salish, zudem sprachen sie den Halqemeylem (Upriver)-Dialekt bzw. Stó: lō des Halkomelem.
Die Regierung erkannte im Februar 2015 genau 354 Menschen als Stammesangehörige an. Davon lebten 191 in Reservaten, allerdings bezeichnen die Tsawwassen Reservate grundsätzlich als First Nation Land und ihr eigenes Reservat als Tsawwassen Land.

## Geschichte
Die ältesten Funde auf dem Gebiet der Tsawwassen First Nation ließen sich mittels Radiokohlenstoffmethode auf etwa 2260 v. Chr. datieren. Weitere Fundstätten wie Whalen Farm und Beach Grove datieren die Anwesenheit der Tsawwassen mindestens bis in die Zeit zwischen 400 und 200 v. Chr. zurück.
Das traditionelle Tsawwassen-Gebiet reichte im Nordosten bis in das Gebiet um den Pitt Lake, den Pitt River bis zu den Pitt Meadows hinunter, wo der Fluss in den Fraser River mündet. Es umfasste das Torfmoor Burns Bog und Teile von New Westminster. Von Sea Island reichte es bis Galiano Island und schloss Saltspring Island, Pender Island und Saturna Island mit ein. Nordostwärts kam die Point Roberts Peninsula hinzu, dann das Gebiet um Serpentine und Nicomekl River.
Wie die meisten Indianer der Westküste lebten die Tsawwassen in Familienverbänden, die Langhäuser bewohnten. Doch schnitzten sie keine Totempfähle, sondern verzierten Hauspfähle, Masken, Werkzeuge mit Schnitzereien usw. Auch verarbeiteten sie Zedernholzfasern und Ziegenhaar zu Kleidern und Kopfbedeckungen. Außerdem lieferte das Holz Baumaterial, Feuerholz, Kanus und Kleider.
Mittels Gezeitenfallen, Angeln, Netzen und Harpunen jagten sie Fische, vor allem Lachs und Hecht. Dazu wurden Austern, Krabben und sonstige Meerestiere gejagt und gesammelt. Der Lachs galt als übernatürliches Wesen und daher musste er auf ganz bestimmte Art gejagt und verspeist werden. Die Überreste wurden in einem eigenen Zeremoniell dem Meer zurückgegeben. Auch zahlreiche Vogelarten standen auf der Speisekarte, wie Enten, Seetaucher, dazu Robben und Seelöwen. Landsäuger wie Elche, Hirsche, Schwarzbär und Biber wurden saisonweise bejagt.
Auch Camas, Cranberries und Heilpflanzen wurden geerntet, und mit ihnen wurde auch gehandelt und getauscht.

### Reservate, Landverlust
1851 erfolgten letzte Grenzregelungen in der Folge des Grenzvertrags von 1846 zwischen den USA und Großbritannien. Ein Teil des Tsawwassen-Gebiets lag nun im US-Bundesstaat Washington. Weiteres Land ging dadurch verloren, dass weiße Siedler es kauften. 1858 verband die erste Überlandstraße in British Columbia den Tsawwassen Beach mit Fort Langley. 1859 folgte als erste innerstädtische Straße die North Road zwischen Burnaby und Coquitlam.
1871 wurde ein winziges Reservat zugewiesen, das 1874 auf 490 Acres vergrößert wurde. Heute umfasst es 717 Acre oder 290 ha. 40.000 Acre waren inzwischen an weiße Siedler gegangen. Die benachbarte Siedlung Delta wuchs bis 1903 auf 2.000 Einwohner an, von denen allein 350 Chinesen waren, die fast alle in Fischfabriken arbeiteten.
1914 schickte Häuptling Harry Joe eine Petition an die McKenna-McBride-Kommission, mit der Bitte um Überprüfung der Reservate. Doch sie wurde abgewiesen. Dennoch unterstützten junge Tsawwassen die kanadische Armee im Ersten und Zweiten Weltkrieg.

### Industrialisierung
Seit langem bestehen gravierende Streitigkeiten mit dem Delta Council über die Frage der Versorgung mit gutem Trinkwasser. Das Gleiche gilt für die Frage der Abwasserentsorgung, obwohl jahrzehntelang die Entsorgung selbst industrieller Abwässer ungereinigt erfolgte – sei es in den Fraser River, die Boundary Bay, das Burrard Inlet oder die Straße von Georgia. Delta, das einen Teil des Verdichtungsraums Metro Vancouver bildet, besteht aus den Städten Ladner, Tsawwassen und North Delta.
1958 baute BC Ferries den Tsawwassen Ferry Terminal, einen Terminal für ihre Fähren. Dazu wurde ein Langhaus abgerissen. Als der Terminal 1973, 1976 und 1991 vergrößert wurde, gab es keinerlei Beratungen mit den Tsawwassen. 1968 begann der Bau des Roberts Bank Superport, eines gigantischen Terminals des Hafens von Vancouver – bis 1983 wurde daraus eine Insel mit einer Fläche von 113 ha. Lärm, Verschmutzung, Erschütterungen mussten von den nebenan lebenden Tsawwassen hingenommen werden. Die früher fischreiche Bucht wurde ein totes Industriegewässer mit einer fast völlig ausgewechselten Flora und Fauna, die die endemischen Arten verdrängt hat. Erst seitdem die Tsawwassen vor Gericht gezogen sind, sprechen die Behörden mit ihnen.

### Rückholung der Ressourcen
1995–97 wurde ein neues Langhaus errichtet. Inzwischen besuchen wieder über 120 Zugvogelarten das Tsawwassen-Gebiet. Im Februar 2015 lebten 183 Tsawwassen im Reservat, 163 außerhalb, weitere 8 in anderen Reservaten – insgesamt 354 registrierte Mitglieder.
Die Tsawwassen selbst rechnen derzeit mehr als 430 Menschen zu ihrem Stamm, von denen rund 60 % unter 25 sind – ein sehr junges Volk. Jedoch liegt die Arbeitslosigkeit bei 38 %, das durchschnittliche Jahreseinkommen bei nur knapp über 20.000 CAD, wohingegen man im benachbarten Delta über 60.000 verdient.
Die Tsawwassen zählen nach den Nisga’a zu den ersten Stämmen, die die letzte Stufe des so genannten BC Treaty Process erreicht haben. Am 8. Dezember 2006 wurde ein Vertrag mit der Regierung abgeschlossen. Darin erkennt Kanada an, dass den Tsawwassen vielerlei Unrecht geschehen ist. Nun soll der Stamm aber verstärkt an der ökonomischen Entwicklung partizipieren und Kanada bemüht sich, die Tsawwassen bei allen Fragen des Schutzes der kulturellen Identität zu unterstützen. In vielen Bereichen können die Tsawwassen innerhalb ihres Gebietes nach eigenen Gesetzen leben. Auch die Verfügung über archäologische Funde geschieht einvernehmlich zwischen den Museen und den Vertretern der Tsawwassen.
Doch hätte der Vertrag in der Form von 2003 die Ausweitung des Roberts Bank Superport ermöglicht. Im März 2007 stimmten die Tsawwassen überwiegend gegen den Vertrag, denn sämtliche Rechte der Indianer hätten aufgegeben werden müssen. Ähnlich verhielten sich zwei andere Stämme, die Temexw und die Lheidli T'enneh, die den Vertrag ebenfalls als Ausverkauf betrachteten.
Doch im Juli 2007 stimmten die Tsawwassen für ein neues Vertragspaket, das ihr Gebiet auf 724 ha vergrößerte, und 13,9 Millionen CAD in bar und 36 Millionen für ein Entwicklungsprogramm einschloss. Außerdem reserviert der Vertrag in dieser Form den Lachsfang für den Stamm. Im Gegenzug geben die Tsawwassen weitere Landansprüche auf und erklären sich grundsätzlich bereit, Steuern zu zahlen, wovon die First Nations bisher weitgehend ausgeschlossen sind.
Seit 2009 liegt die industrielle Nutzung, hier „Development“ genannt, in den Händen der First Nation. Damit entfielen die Beschränkungen des Indianergesetzes, denen der Stamm bis dahin unterlag, und so konnten Verträge mit Investoren und Unternehmen wie Ivanhoe Cambridge und der Property Development Group
geschlossen werden. Auf dem Traditionellen Territorium sollen entsprechend dem Vertrag vom April 2011 auf 70 ha Fläche Unternehmen angesiedelt werden, darunter mit den Tsawwassen Mills ein Einkaufszentrum, das bis 2015 fertiggestellt sein soll. In der eher ländlich geprägten Region richtet sich die Kritik sowohl gegen den ökonomischen Sinn des Projekts, als auch gegen die Umwandlung des eher dörflichen Charakters.